# La Unidad (1868)
La Unidad fue un periódico publicado en la ciudad española de Sevilla en 1868, durante la última etapa del reinado de Isabel II.

## Historia
Subtitulado «Diario católico de Sevilla», se editaba en la Imprenta de Juan Moyano, en la calle Pajaritos, 35. Comenzó el 1 de marzo de 1868, y terminó en el mismo año.
Salía a luz todos los días, excepto los lunes, en números de cuatro páginas en gran folio, con papel común y regular impresión. Su director y editor era José de la Secada.
Su texto incluía artículos religiosos de polémica y propaganda católica, además de noticias nacionales y extranjeras, gacetillas, partes telegráficos, folletín y anuncios.
Eloy Arias Castañón lo sitúa muy próximo a los periódicos carlistas que surgirían poco después en Sevilla, como El Oriente.
En el prospecto de este periódico (una hoja en folio) se leían estos párrafos:

(...) La Unidad viene á sostener lo que constituye la base de todos los partidos; viene á defender los intereses más sagrados de todos los pueblos, y el fundamento más seguro de todas las familias, porque se presenta para proclamar la religión y la moral bajo las inspiraciones del catolicismo.

Sobre el fondo y la forma de este diario poco tenemos que decir. Los unos desearían una apología constante del catolicismo; los otros una polémica contra el error, y algunos, en fin, una lucha contra el vicio. La Unidad aspira á satisfacer los deseos de cada uno, publicando artículos de fondo que tengan indistintamente estos tres objetos, cuales son; manifestar las bellezas del catolicismo: refutar el error, y atacar el vicio; ó sea, defender los principios religiosos, proponer la verdad, y llevar la moralidad al seno de las familias. De este modo seremos un medio de aproximación entre los hombres que se dividen por la política, y que deben unirse por la piedad y las buenas costumbres.
Así tendremos el consuelo de que nuestro diario sea un amigo de la familia; un principio de recreo y de ilustración que ampare la inocencia del hogar, que facilite la educación, y que preserve de la seducción la belleza de las nobles inclinaciones.
Felices nos consideraremos si podemos llevar con nosotros la aprobación general, y la aquiescencia á los ánimos, tiempo hace dolorosamente agitados por los temores y divisiones de las ideas. Por desgracia las malas doctrinas tienen siempre en el hombre cierto apoyo secreto, que las leyes humanas no pueden destruir y de las que sólo la religión puede triunfar. La Unidad se dirige á influir en el hombre interiormente, haciéndolo un buen padre de familia, un buen hijo, un buen esposo, un buen patricio y un buen amigo.

En esto no hacemos otra cosa que responder á los sentimientos populares, que de suyo llevan el deseo de instituciones durables y positivas, capaces de llenar las exigencias que un pueblo debe tener en las doctrinas que han de formar el corazón de sus hijos.

Poco después de su aparición, el periódico liberal El Universal dijo que La Unidad procedía igual que otros periódicos «neocatólicos» como La Constancia o El Pensamiento Español, y que para demostrar que la tolerancia es un mal, principaba por sentar «una definición a su gusto» y sobre ella levantaba «un artículo de cinco columnas».
En junio se refundió en el diario sevillano El Independiente.